# ヴィットリオ・ヴェネト
ヴィットリオ・ヴェネト（伊: Vittorio Veneto）は、イタリア共和国ヴェネト州トレヴィーゾ県にある、人口約27,000人の基礎自治体（コムーネ）。
第一次世界大戦においてイタリア戦線の帰趨を決したヴィットリオ・ヴェネトの戦い（1918年10月）の舞台として知られる。この戦いでのイタリア王国の勝利を記念し、イタリア国内の多くの街路や広場に「ヴィットリオ・ヴェネト」の名がつけられている。

## 地理

### 位置・広がり
トレヴィーゾ県の北部に所在する。ベッルーノから南南東へ約19km、ポルデノーネから西へ約27km、県都トレヴィーゾから北北東へ約35km、州都ヴェネツィアから北へ約60kmの距離にある。
ヴェネツィア・プレアルプス山脈 (Venetian Prealps) の南麓にあたり、ピアーヴェ川流域のベッルーノ県中心部とヴェネツィア平野 (Venetian Plain) とを結ぶファダルト峠 (it:Sella di Fadalto) 越えの交通路の南側の出口にあたる。この交通路がアレマーニャ街道（アレマーニャはドイツの意）と呼ばれているとおり、古来よりイタリアと北方のドイツ語圏とを結ぶ交通の要衝であった。現在も、ヴェネツィアとベッルーノ（正確にはその東のポンテ・ネッレ・アルピ）とを結ぶ高速道路A27  (it:Autostrada A27)  や鉄道路線がこの峠を越えている。

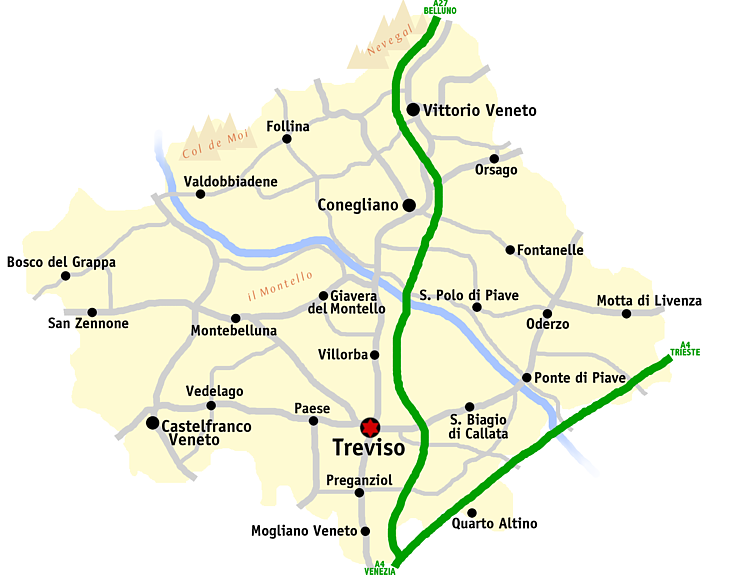
トレヴィーゾ県概略図

#### 隣接コムーネ
隣接するコムーネは以下の通り。括弧内のBLはベッルーノ県所属を示す。
- ベッルーノ (BL) - 北
- アルパゴ (BL) - 北東
- フレゴーナ - 東
- カッペッラ・マッジョーレ - 東
- コッレ・ウンベルト - 南東
- コネリアーノ - 南
- サン・ピエトロ・ディ・フェレット - 南西
- タルツォ - 西
- レヴィーネ・ラーゴ - 西
- リマーナ (BL) - 北西

### 地勢
コムーネの北をヴェネツィア・プレアルプス山脈が走っており、最高地点はヴィセンティン峰 (it:Col Visentin) （1,763m）である。山脈南麓に広がるラピシナ谷 (it:Val Lapisina) は、氷河が形成したU字谷である。モルト湖 (it:Lago Morto) やレステッロ湖 (it:Lago del Restello) などが所在する。
ヴィセンティン峰からラピシナ谷を挟んだコムーネ北東部にはミリフレット山 (it:Monte Millifret) （1.581m）がある。ラピシナ谷の奥、コムーネ北端にあるファダルト峠を北に越えれば、サンタ・クローチェ湖 (it:Lago di Santa Croce) 湖畔を経由してポンテ・ネッレ・アルピに至る。
ヴィットリオ・ヴェネトの中心地区には、リヴェンツァ川 (it:Livenza) の支流のメスキオ川 (it:Meschio) が町を横切っている。

### 気候分類・地震分類
気候分類では、zona E, 2657 GGに分類される。
また、イタリアの地震リスク階級 (it) では、zona 1 (sismicità alta) に分類される。

### 主要な市街・集落
ヴィットリオ・ヴェネトの中心市街は市域南部に位置する。チェネーダ (it:Ceneda) と、その北にあるセッラヴァッレ (it:Serravalle (Vittorio Veneto)) という二つの町が合わさって形成されている。チェネーダは司教座聖堂を中心に発展した都市で、セッラヴァッレはラピシナ谷からの出口にあたる要衝である。
- 南から。手前が中心市街、奥にヴィセンティン峰
- ラピシナ谷のネグリジオラ地区。高架は高速道路
- セッラヴァッレ地区を流れるメスキオ川

## 歴史

### 古代
古代、この地にはウェネティ人やケルト人が暮らしていた。紀元前1世紀、皇帝アウグストゥスはヴェネツィア平原を防衛するために、谷の出口に Castrum Cenetense を建設した。今日のセッラヴァッレの中心部にあたる。ローマ時代、ポー川流域と南ドイツを結ぶクラウディア・アウグスタ街道がこの町の近くを通過していた。
サンタンドレア・ディ・ビゴンツォ教会 (it:Pieve di Sant'Andrea di Bigonzo) は、4世紀にこの地にキリスト教がもたらされたことを示している。

### 中世
667年にオデルツォがランゴバルド族によって破壊されると、チェネーダが重要な都市として浮上した。ランゴバルドはチェネーダをこの地域の拠点とし、その近くの戦略的な要衝に城塞を築いた。現在も町を見下ろすサンマルティノ城（castello di San Martino）である。
685年、ランゴバルド王グリモアルド (Grimoald I of Benevento) は、オデルツォ教区を分け、チェネーダ教区を編成した。領主の城と同じ高さの場所に聖堂が建設された。教区の守護聖人として、聖ティツィアーノ (Titian of Oderzo) が選ばれた。
774年、ランゴバルド王国が滅亡すると、フランク王国の支配下に置かれた。のちにチヴィダーレやトレヴィーゾ、ヴィチェンツァでランゴバルド貴族の反乱が発生するが、チェネーダの領主はカール大帝に対する忠誠を保ったようである。
994年、神聖ローマ皇帝オットー3世は、チェネーダ司教に対して特権とこの土地の領主としての権力を与えた。これによりチェネーダ司教は北イタリアの政治状況に巻き込まれることとなり、ロンバルディア同盟への参加する。12世紀後半にはトレヴィーゾによる攻撃・略奪を受け、ローマ教皇の調停によって聖ティツィアーノの聖遺物を取り戻した。1389年12月19日、チェネーダはヴェネツィア共和国に平和裏に組み込まれた。チェネーダ司教のこの地の領主としての権利は残ったが、1447年と1514年にその一部の共和国への譲渡が行われ、チェネーダといくつかの村の領主権を持つのみとなった。1768年、司教の領主権は完全になくなった。

### 近代
ヴェネト州がイタリア王国に編入されて間もない1866年11月22日、チェネーダとセッラヴァッレは合併し、ひとつの町となった。この際、自治体名は「ヴィットリオ」となった。
1918年10月、ヴィットリオはイタリア軍とオーストリア・ハンガリー軍の最後の戦いの舞台となった。この地でのイタリアの勝利は、オーストリア・ハンガリー帝国との戦争の終結をもたらし、「ヴィットリオ・ヴェネト」の名を有名にした。1923年に正式に「ヴェネト」が加えられ、自治体名は「ヴィットリオ・ヴェネト」になった。なお、イタリア王国の戦勝を記念し、イタリア国内の多くの通りに「ヴィットリオ・ヴェネト」の名がつけられている。

## 交通

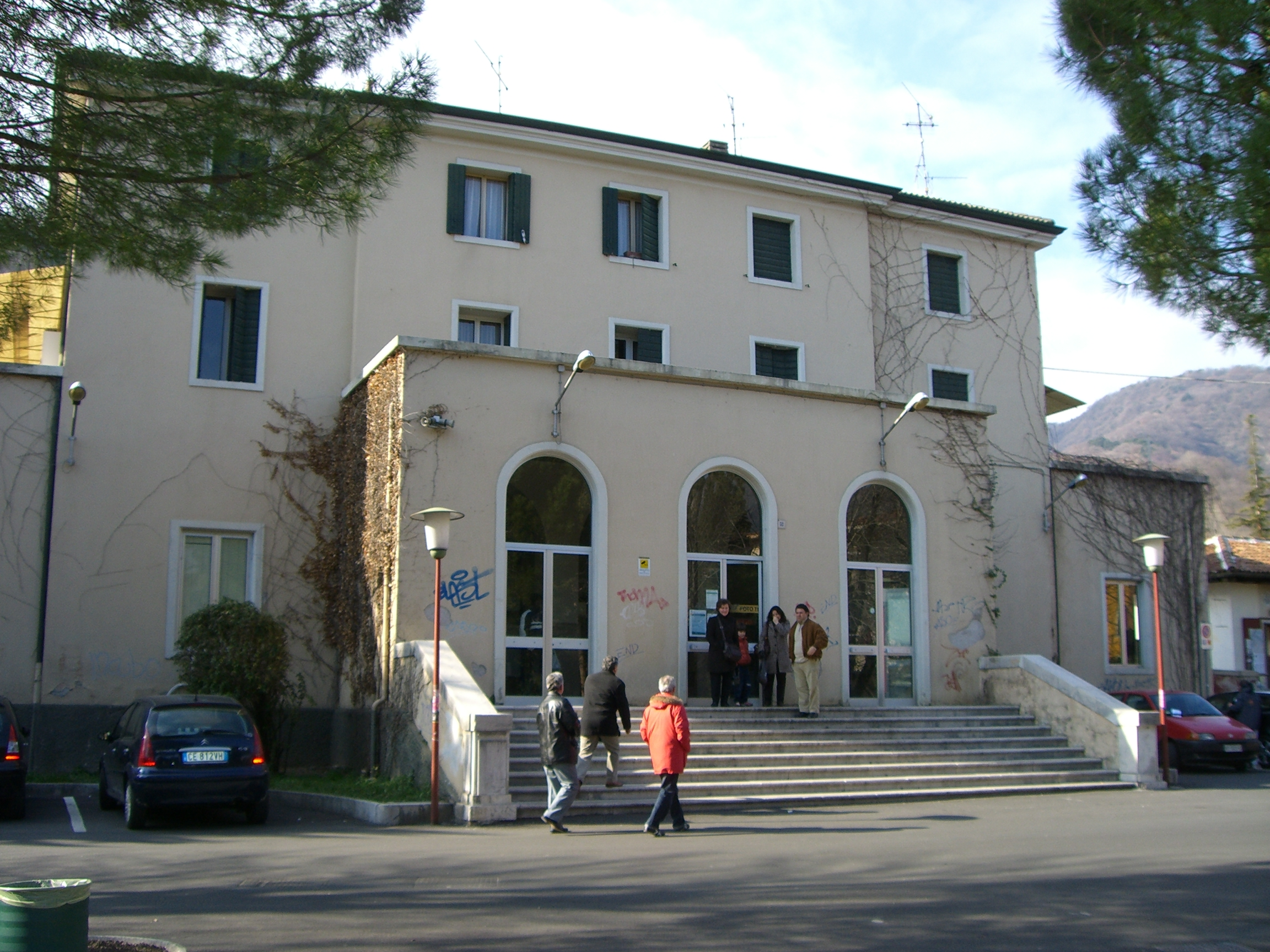
ヴィットリオ・ヴェネト駅

### 鉄道
- ポンテ・ネッレ・アルピ＝コネリアーノ線  (it:Ferrovia Ponte nelle Alpi-Conegliano) 
〔ポンテ・ネッレ・アルピ方面〕 - ノーヴェ駅 - ヴィットリオ・ヴェネト駅 (it)  - ソフラッタ駅 (it)  - 〔コネリアーノ方面〕

### 道路
高速道路
- A27  (it:Autostrada A27)

国道
- SS51  (it:Strada statale 51 di Alemagna)

## 姉妹都市
- São Caetano do Sul、ブラジル 1984年
- フィナーレ・リーグレ、イタリア 1998年
- Criciúma、ブラジル 2000年